# Leolia Jeanjean
Leolia Jeanjean (14 de agosto de 1995) es una tenista profesional francesa.
Su mejor clasificación en la WTA fue la número 100 del mundo, que llegó el 26 de mayo de 2025. En dobles alcanzó número 102 del mundo, que llegó el 30 de enero de 2023. Hasta la fecha, ha ganado dos títulos y tres títulos de dobles en el ITF tour.

## Títulos WTA (0; 0+0)

### Dobles (0)
| Leyenda                    |
| -------------------------- |
| Grand Slam (0)             |
| Juegos Olímpicos (0)       |
| WTA Tour Championships (0) |
| WTA 1000 (0)               |
| WTA 500 (0)                |
| WTA 250 (0)                |

#### Finalista (1)
| N.º | Fecha                 | Torneos     | Superficie | Pareja             | Oponentes en la final       | Resultado |
| --- | --------------------- | ----------- | ---------- | ------------------ | --------------------------- | --------- |
| 1.  | 22 de octubre de 2023 | Cluj-Napoca | Dura       | Valeriya Strakhova | Jodie Burrage Jil Teichmann | 1-6, 4-6  |

## Títulos WTA 125s

### Dobles (1–0)
| Resultado | N.º | Fecha                   | Torneos       | Superficie    | Pareja      | Oponentes                 | Resultado        |
| --------- | --- | ----------------------- | ------------- | ------------- | ----------- | ------------------------- | ---------------- |
| Campeona  | 1.  | 25 de noviembre de 2023 | Florianópolis | Tierra batida | Sara Errani | Julia Lohoff Conny Perrin | 7-5, 3-6, [10-7] |